# Смирных (станция)
Смирных — железнодорожная станция Сахалинского региона Дальневосточной железной дороги. Названа по одноимённому посёлку городского типа. С 1943 по 1944 год была самой северной железнодорожной станцией в Японии.

## История
Станция открыта в 1944 году в составе пускового участка Поронайск — Победино.
11 августа 1945 года станция освобождена советскими войсками.

## Деятельность
По параграфу станция способна осуществлять небольшие грузовые отправлений со складов и на открытых площадках, приём/отправку контейнеров массой до 5 тонн, а также продажу пассажирских билетов. На станции останавливается все пассажирские поезда, курсирующие по маршруту Южно-Сахалинск — Тымовск/Ноглики (включая скорый поезд № 001/002).
Пригородное сообщение представлено 1 парой пригородных поездов Поронайск — Победино.